# 萊斯利峰
萊斯利峰（英語：Leslie Peak）是南極洲的山峰，位於肯普地，處於萊基山脈，由澳大利亞探險隊繪入地圖，以無線電操作員命名，現時由南極條約體系管理。